# أندرو دومينيك

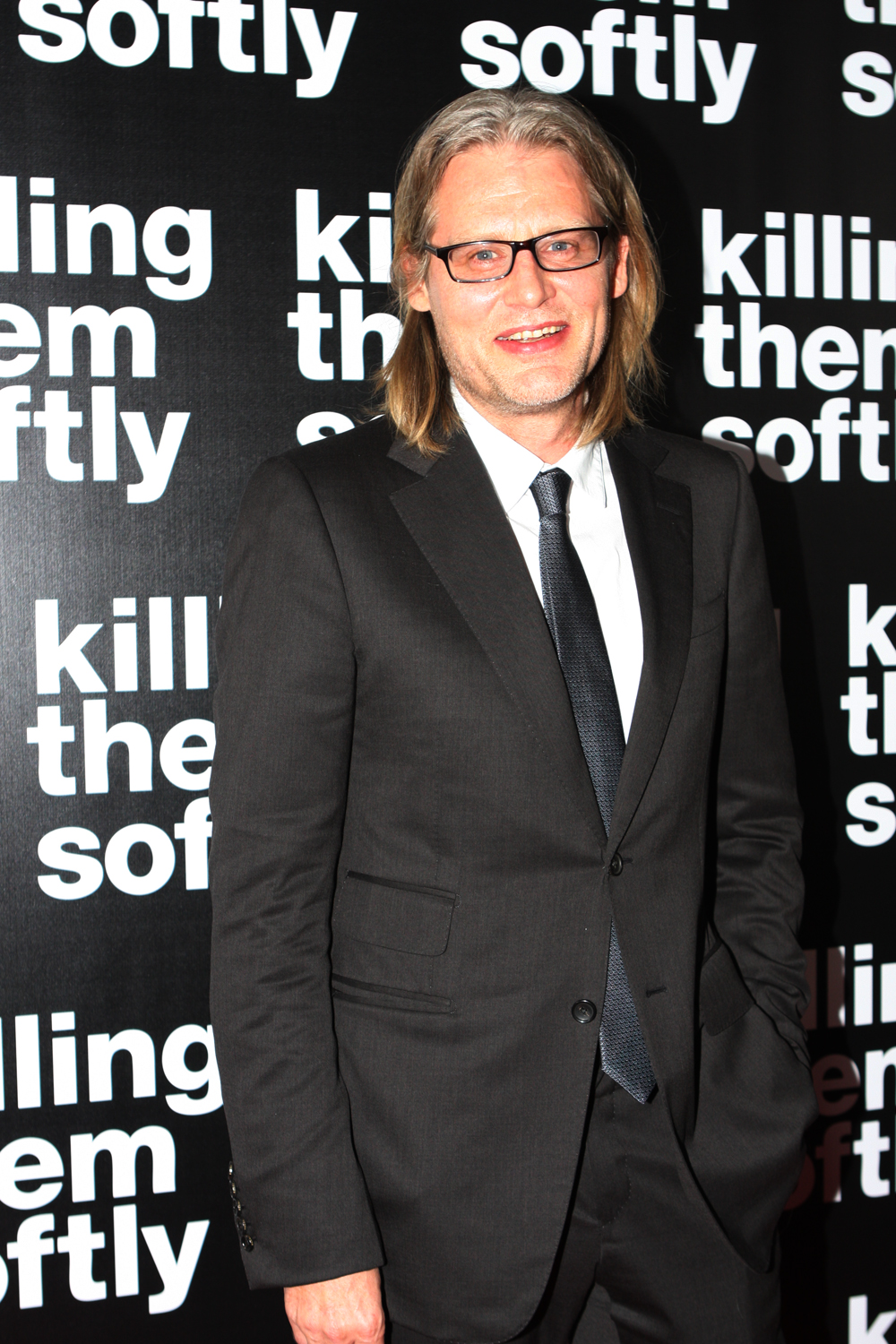
اندروا دومينيك

أندرو دومينيك (بالإنجليزية: Andrew Dominik)‏ ولد 7 أكتوبر عام 1967 هو مخرج وكاتب سيناريو نيوزلندي المولد نشا في أستراليا. قام بإخراج فلم الجريمة مفرمة . وفلم الغرب الاميركي اغتيال جيسي جيمس من قبل الجبان روبرت فورد. وفلم الجريمة من نوع نوار-جديد قتلهم بالطف.

## النشأة
عاش دومينيك في أستراليا منذ كان في الثانية من عمره، وتخرج من كلية سوينبرن السينمائية في ملبورن في عام 1988.

## روابط خارجية
- أندرو دومينيك على موقع IMDb (الإنجليزية)
- أندرو دومينيك على موقع مونزينجر (الألمانية)
- أندرو دومينيك على موقع ألو سيني (الفرنسية)
- أندرو دومينيك على موقع ميوزك برينز (الإنجليزية)
- أندرو دومينيك على موقع أول موفي (الإنجليزية)
- أندرو دومينيك على موقع بوكس أوفيس موجو (الإنجليزية)
- أندرو دومينيك على موقع قاعدة بيانات الأفلام السويدية (السويدية)
- أندرو دومينيك على موقع ديسكوغز (الإنجليزية)
- أندرو دومينيك على موقع قاعدة بيانات الفيلم (الإنجليزية)
- أندرو دومينيك على موقع كينوبويسك (الروسية)